# Мик Бокс
Майкъл Фредерик Бокс (на английски: Mick Box) (роден на 9 юни 1947 г.) е английски музикант, който е водещ китарист на британската рок група Uriah Heep, като преди това е бил член на The Stalkers и Spice, и двамата с оригиналния вокалист на Uriah Heep Дейвид Байрън.Той е единственият член от основаването на групата през 1969 г., който все още е активен с групата, и – след смъртта на Лий Кърслейк и Кен Хенсли през 2020 г. – е и последният оцелял член на класическия състав на групата.

## Дискография

### С Дейвид Байрън
- Take No Prisoners – 1975

### С Юрая Хийп
- ...Very 'Eavy ...Very 'Umble – 1970
- Salisbury – 1971
- Look at Yourself – 1971
- Demons & Wizards – 1972
- The Magician's Birthday – 1972
- Live '73 – 1973
- Sweet Freedom – 1973
- Wonderworld – 1974
- Return to Fantasy – 1975
- High and Mighty – 1976
- Firefly...1977
- Innocent Victim...1977
- Fallen Angel – 1978
- Conquest – 1980
- Abominog – 1982
- Head First – 1983
- Equator – 1985
- Raging Silence – 1989
- Different World – 1991
- Sea of Light – 1995
- Sonic Origami – 1998
- Wake the Sleeper – 2008
- Celebration – Forty Years of Rock – 2009
- Into the Wild – 2011
- Outsider – 2014
- Living the Dream – 2018

### САйрисиБърни Шоу
- Doamna in negru – 2002 (кавър на Lady in Black в албума на Айрис Matase Alba)[3][4]

### Със Спеарфиш
- Back For The Future